# Sergio Álvarez Moya

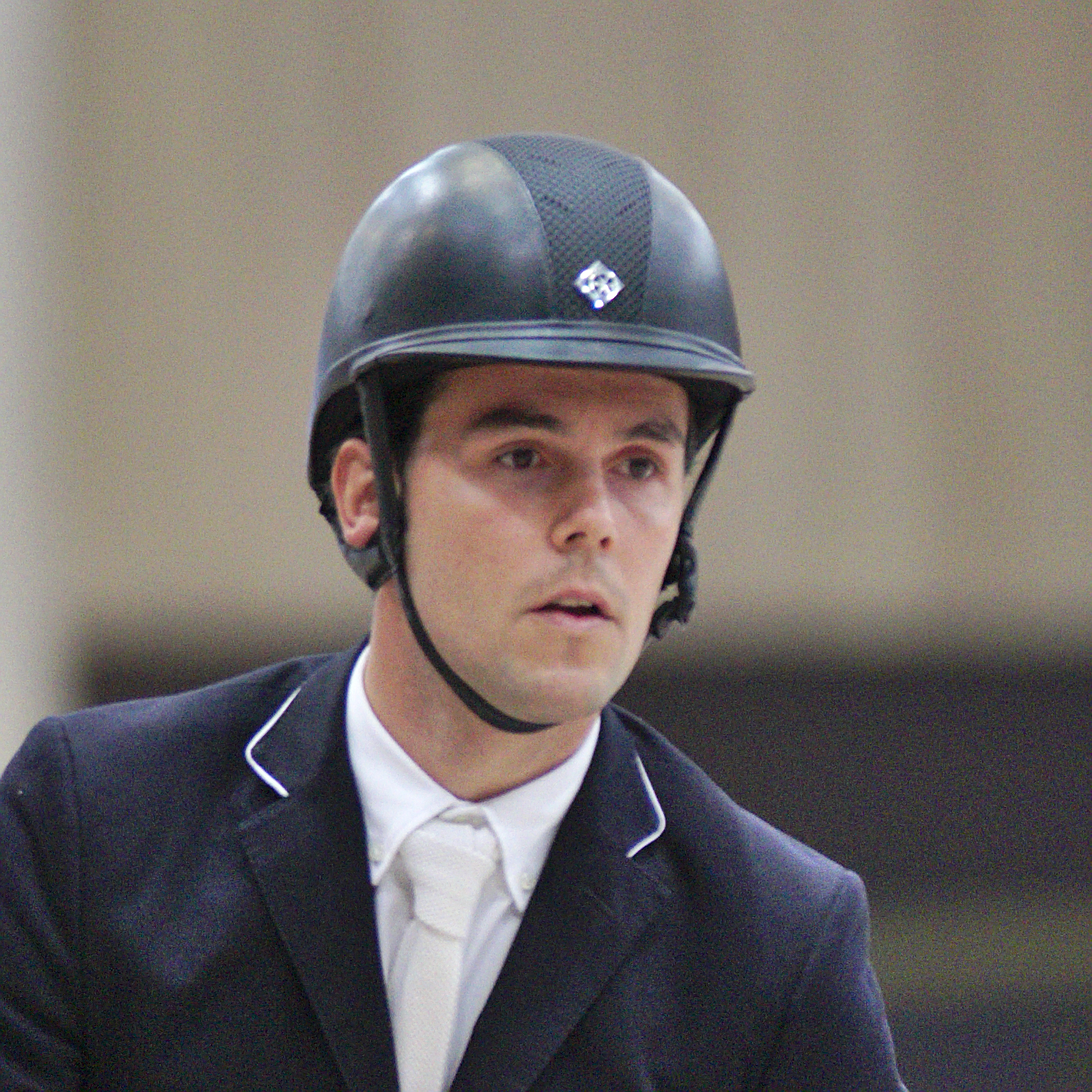
Sergio Álvarez Moya (2013)

Sergio Álvarez Moya (* 7. Januar 1985) ist ein spanischer Springreiter.

## Werdegang

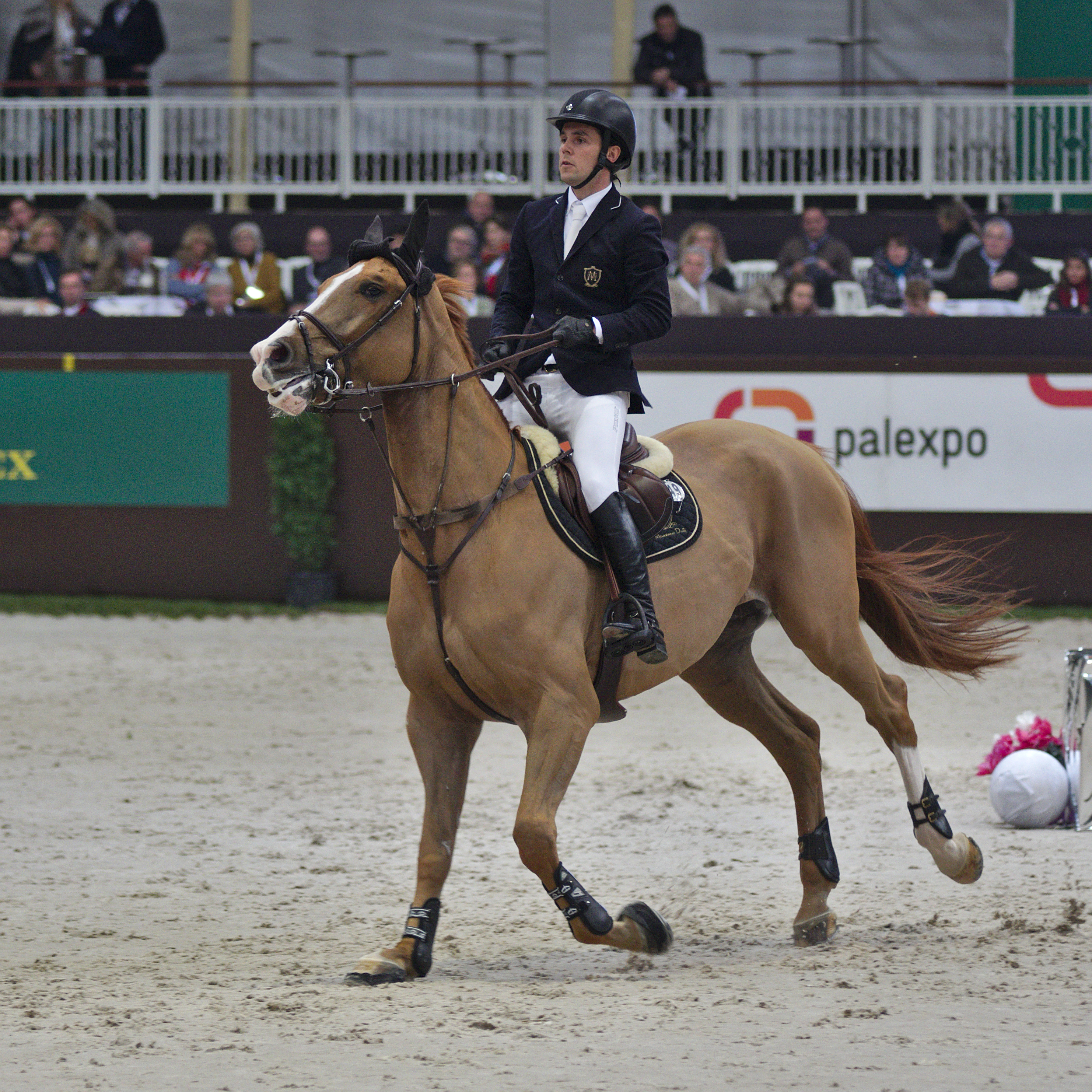
Sergio Álvarez Moya mit Zipper beim CHI Genf 2013

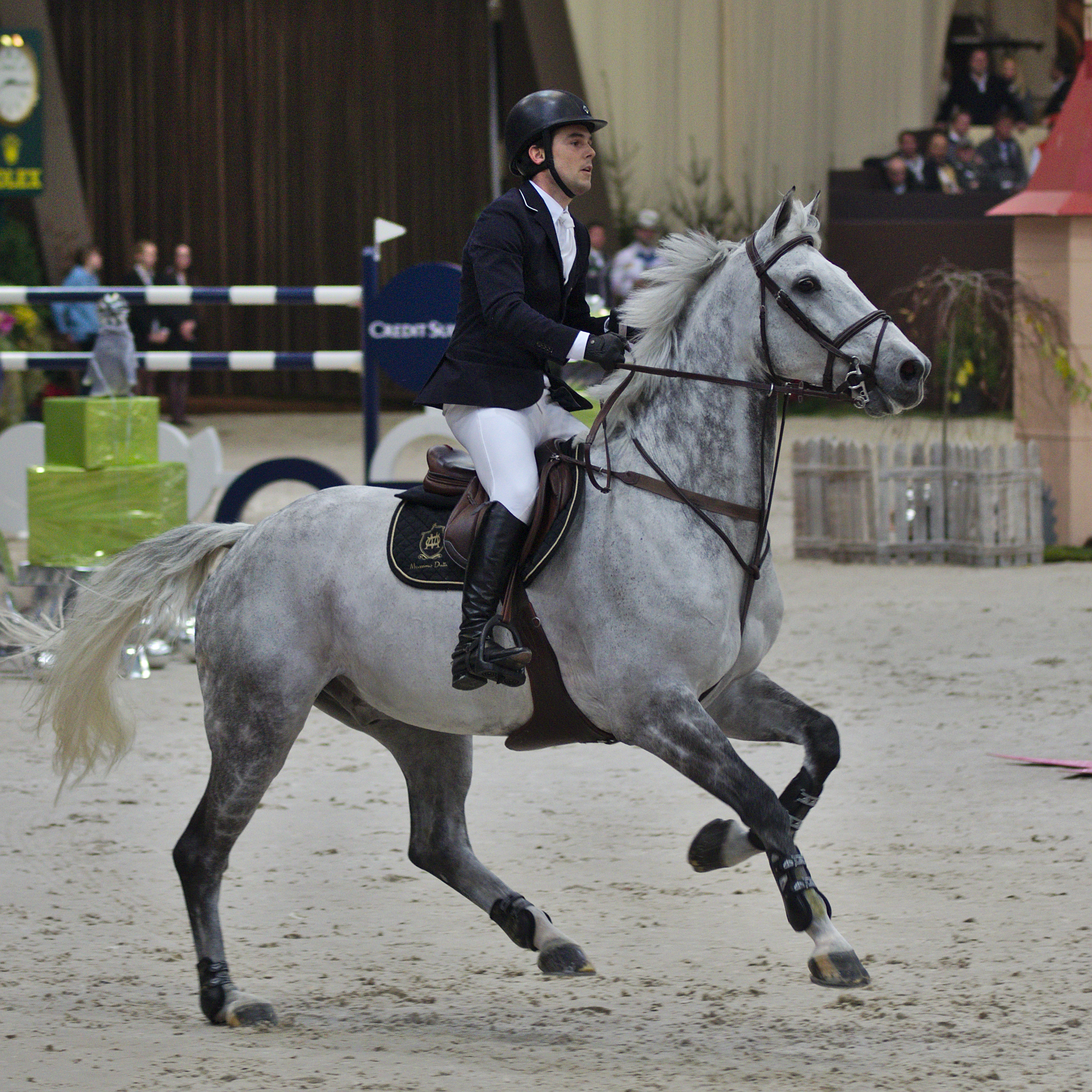
Sergio Álvarez Moya mit Carlo (2013)

Sein erstes internationales Championat bestritt Sergio Álvarez Moya 2001, als er bei den Europameisterschaften der Junioren in Gijón mit Flash de la Ramée in der Einzelwertung die Goldmedaille errang. Auch 2002, 2004 (beide mit Flash de la Ramée) und 2005 (mit Le Reve du Nabab) nahm er als Junior beziehungsweise als Junger Reiter an den Europameisterschaften dieser Altersklassen teil.
Seine erste Championatsteilnahme in der Altersklasse der Reiter hatte er bei den Weltreiterspielen 2006. Hier erreichte Álvarez Moya mit Le Reve du Nabab als Teil der spanischen Mannschaft den achten Platz in den Teamwertung. Es folgten Teilnahmen bei den Europameisterschaften 2007 in Mannheim (mit Le Reve du Nabab) und 2009 in Windsor (mit Mme Pompadour). Ebenfalls im Jahr 2009 wurde Sergio Álvarez Moya mit Action-Breaker Fünfter bei den Mittelmeerspielen.
Seinen bis dahin größten Erfolg errang er mit Action-Breaker im Juli 2010, als er über drei Runden fehlerfrei blieb und damit den dritten Platz im Großen Preis von Aachen erritt.
Álvarez Moya tritt regelmäßig auf Nationenpreisturnieren für spanische Nationenpreismannschaften an. Er gewann unter anderem im Jahr 2007 den Nationenpreis in Lissabon mit Le Reve du Nabab. Außerdem war er mit Wisconsin im Jahr 2009 Teil der spanischen Nationenpreismannschaft beim Promotional-League-Finale in Barcelona, deren Sieg zum Aufstieg Spaniens in den Meydan FEI Nations Cup zur Folge hatte.
Beim Weltcupfinale 2013 kam er mit Carlo auf den vierten Rang. Im August 2013 befand er sich auf Rang 14 der Weltrangliste der FEI.
In den folgenden Jahren war er bei den Weltreiterspielen 2014 und bei den Europameisterschaften 2015 am Start, bei letzteren erreichte er den sechsten Platz der Einzelwertung. 2016 in Rio de Janeiro nahm er erstmals an Olympischen Spielen teil.

## Erfolge
- Olympische Sommerspiele:[4]
  - 2016, Rio de Janeiro: mit Carlo 11. Platz mit der Mannschaft und 20. Platz in der Einzelwertung

- Weltreiterspiele:
  - 2006, Aachen: mit Le Reve du Nabab 8. Platz mit der Mannschaft und 18. Platz in der Einzelwertung
  - 2010, Lexington KY: mit Action-Breaker 11. Platz mit der Mannschaft und 53. Platz in der Einzelwertung
  - 2014, Caen: mit Action-Breaker 14. Platz mit der Mannschaft und 50. Platz in der Einzelwertung

- Europameisterschaften:
  - 2001, Gijón (Junioren): mit Flash de la Ramée 4. Platz mit der Mannschaft[5] und 1. Platz in der Einzelwertung[6]
  - 2004, Vilamoura (Junge Reiter): mit Flash de la Ramée 11. Platz mit der Mannschaft und 69. Platz in der Einzelwertung
  - 2007, Mannheim: mit Le Reve du Nabab 8. Platz mit der Mannschaft und 16. Platz in der Einzelwertung
  - 2009, Windsor: mit Mme Pompadour M 12. Platz mit der Mannschaft und 50. Platz in der Einzelwertung
  - 2013, Herning: mit Carlo 10. Platz mit der Mannschaft und 32. Platz in der Einzelwertung
  - 2015, Aachen: mit Carlo 6. Platz mit der Mannschaft und 6. Platz in der Einzelwertung
  - 2017, Göteborg: mit Arrayan 9. Platz mit der Mannschaft und 14. Platz in der Einzelwertung

- Mittelmeerspiele:
  - 2009, Pescara: mit Action-Breaker 2. Platz mit der Mannschaft und 5. Platz in der Einzelwertung

- Weltcupfinale:
  - 2011, Leipzig: 13. Platz mit Wisconsin
  - 2013, Göteborg: 4. Platz mit Carlo
  - 2015, Las Vegas: 13. Platz mit Carlo

## Pferde
Aktuelle Turnierpferde:

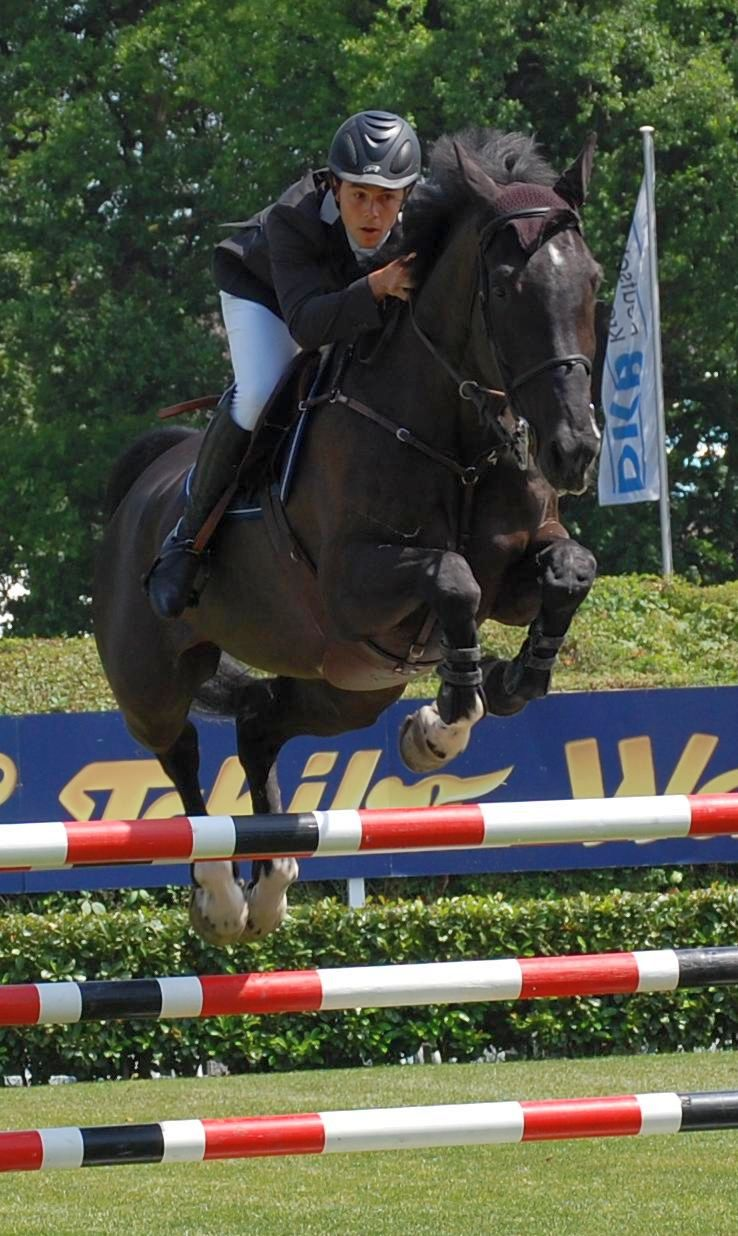
Sergio Álvarez Moya mit Wisconsin, CSI 5* Hamburg 2011

- Carlo 273 (* 2001), Holsteiner Schimmelwallach, Vater: Contender, Muttervater: Cascavelle; bis 2008 von Jörg Naeve geritten, anschließend bis August 2012 von Nick Skelton geritten[7][8]
- G & C Arrayan (* 2005), brauner KWPN-Wallach, Vater: Baloubet du Rouet, Muttervater: Grannus; bis März 2016 von Armando Trapote geritten[9]

Ehemalige Turnierpferde von Sergio Álvarez Moya:
- Action-Breaker (* 2000), gekörter Belgischer Warmblut-Hengst, Vater: Heartbreaker, Muttervater: Lys de Darmen; zuletzt 2014 im internationalen Sport eingesetzt[10]
- Mme Pompadour M (* 1995), Selle-Français-Fuchsstute, Vater: Apache d'Adriers, Muttervater: Effendi II; bis Mitte 2005 von Fabio Crotta geritten, von Mitte 2005 bis Februar 2009 von Michel Robert geritten, zuletzt 2011 im internationalen Sport eingesetzt[11][12]
- Wisconsin (* 1999), dunkelbrauner Belgischer Warmblut-Wallach, Vater: Darco, Muttervater: Coriolan, ab Mai 2013 von Oleksandr Onyschtschenko geritten, ab 2014 von Ansgar Holtgers geritten[13][14]
- Le Reve de Nabab (* 1995), brauner Belgischer Sportpferde (sBs)-Wallach, Vater: Nabab de Reve, Muttervater: Fantastique; wurde ab 2009 von der deutschen Springreiterin Pascale Pfeiffer geritten[15][16]
- Flash de la Ramée (* 1993), brauner Selle Français-Wallach, Vater: Jasmin, Muttervater: Onyx IV, aus dem Sport verabschiedet[17]
- Zipper (* 2004), Niederländischer Fuchshengst (Nederlands Rijpaarden en Pony Stamboek), Vater: Apple Juice, Muttervater: Concorde; ab Oktober 2014 von René Tebbel, Oleksandr Onyschtschenko, Katharina Offel und Ferenc Szentirmai geritten[18][19]

## Privates
Sergio Álvarez Moya war ab Mitte Februar 2012 mit Marta Ortega Pérez verheiratet. Beide waren seit Dezember 2011 verlobt, zuvor lebten sie bereits drei Jahre in einer Beziehung.
Im Rahmen der Eheschließung zog er vom niederländischen Grathem nach Spanien. Anfang März 2013 wurde ihr gemeinsamer Sohn geboren. Im Jahr 2014 trennte sich das Paar.